# Championnat des joueurs de snooker 2022
Le Championnat des joueurs 2022 est un tournoi de snooker de catégorie classée comptant pour la saison 2021-2022. L'épreuve se déroule du 7 au 13 février 2022 à la Aldersley Arena de Wolverhampton, en Angleterre. Elle est organisée par la WPBSA et parrainée par la société de vente de voitures en ligne Cazoo.

## Déroulement

### Contexte avant le tournoi
Ce tournoi se présente comme la deuxième épreuve de la Coupe Cazoo, un ensemble de trois tournois britanniques inscrits au programme de la saison 2021-2022 de snooker. Il a commencé en décembre 2021 avec le Grand Prix mondial et se terminera en avril 2022 avec le championnat du circuit. Le dirigeant de la WPBSA Barry Hearn a décidé de mettre en place ce trio de tournois afin d'animer la fin de saison à la manière de la FedEx Cup en golf. En effet, le champ des joueurs se réduit au fur et à mesure des tournois : ils sont 32 qualifiés pour le Grand Prix mondial, puis 16 pour ce tournoi et seulement 8 pour le championnat du circuit, en se basant sur le classement mondial de la saison en cours.
Le tenant du titre est John Higgins, qui avait largement battu Ronnie O'Sullivan 10 manches à 3 en finale l'an passé.

### Faits marquants
Le tenant du titre, l'Écossais John Higgins est éliminé en quarts de finale par l'Anglais Jimmy Robertson sur le score de 6 manches à 4.
Comme lors du Masters le mois précédent, la finale oppose l'Anglais Barry Hawkins à l'Australien Neil Robertson. Hawkins gagne la première manche mais Robertson gagne les 5 suivantes, avec notamment 3 centuries pour mener 5-1. Malgré la réduction du score à 5-3 puis 7-5, l'Australien accentue son avance pour finalement l'emporter sur le score de 10 manches à 5.
Il s'agit du premier titre pour Robertson au Championnat des joueurs, de son 22e titre dans sa carrière en tournoi classé, et de son 3e titre de la saison après ses victoires à l'Open d'Angleterre 2021 et au Masters 2022.

## Dotation
La répartition des prix est la suivante :
- Vainqueur : 125 000 £
- Finaliste : 50 000 £
- Demi-finaliste : 30 000 £
- Quart de finaliste : 15 000 £
- 1er tour : 10 000 £
- Meilleur break : 10 000 £

Dotation totale : 385 000 £

## Liste des qualifiés
Selon une liste spécifique établie sur une seule année — à l'opposé des classements usuels établis sur deux années —, les 16 joueurs qualifiés sont ceux ayant obtenu le plus de points depuis le Championnat de la ligue 2021 jusqu'au Masters d'Allemagne 2022.
| Rang | Joueur            | Points totaux | Résultat         | Résultat                      |
| ---- | ----------------- | ------------- | ---------------- | ----------------------------- |
| 1    | Zhao Xintong      | 291 000       | 1er tour         | éliminé par Barry Hawkins     |
| 2    | Luca Brecel       | 183 000       | 1er tour         | éliminé par Jimmy Robertson   |
| 3    | Ronnie O'Sullivan | 175 000       | Quarts de finale | éliminé par Neil Robertson    |
| 4    | Mark Williams     | 145 000       | Quarts de finale | éliminé par Ricky Walden      |
| 5    | Mark Allen        | 139 500       | 1er tour         | éliminé par Ricky Walden      |
| 6    | Neil Robertson    | 118 000       | Vainqueur        | face à Barry Hawkins          |
| 7    | John Higgins      | 114 000       | Quarts de finale | éliminé par Jimmy Robertson   |
| 8    | David Gilbert     | 095 500       | 1er tour         | éliminé par Yan Bingtao       |
| 9    | Yan Bingtao       | 093 000       | Quarts de finale | éliminé par Barry Hawkins     |
| 10   | Hossein Vafaei    | 091 500       | 1er tour         | éliminé par John Higgins      |
| 11   | Kyren Wilson      | 081 000       | 1er tour         | éliminé par Neil Robertson    |
| 12   | Ricky Walden      | 078 000       | Demi-finales     | éliminé par Barry Hawkins     |
| 13   | Gary Wilson       | 072 000       | 1er tour         | éliminé par Mark Williams     |
| 14   | Judd Trump        | 068 000       | 1er tour         | éliminé par Ronnie O'Sullivan |
| 15   | Jimmy Robertson   | 062 500       | Demi-finales     | éliminé par Neil Robertson    |
| 16   | Barry Hawkins     | 059 500       | Finale           | éliminé par Neil Robertson    |

## Tableau
|  | 1er tour au meilleur des 11 manches | 1er tour au meilleur des 11 manches | 1er tour au meilleur des 11 manches |    |                   | Quarts de finale au meilleur des 11 manches | Quarts de finale au meilleur des 11 manches | Quarts de finale au meilleur des 11 manches |  |    | Demi-finales au meilleur des 11 manches | Demi-finales au meilleur des 11 manches | Demi-finales au meilleur des 11 manches |  |    | Finale au meilleur des 19 manches | Finale au meilleur des 19 manches | Finale au meilleur des 19 manches |
|  |                                     |                                     |                                     |    |                   |                                             |                                             |                                             |  |    |                                         |                                         |                                         |  |    |                                   |                                   |                                   |
|  | 1                                   | Zhao Xintong                        | 3                                   |    |                   |                                             |                                             |                                             |  |    |                                         |                                         |                                         |  |    |                                   |                                   |                                   |
|  | 16                                  | Barry Hawkins                       | 6                                   |    |                   |                                             |                                             |                                             |  |    |                                         |                                         |                                         |  |    |                                   |                                   |                                   |
|  | 16                                  | Barry Hawkins                       | 6                                   |    | 16                | Barry Hawkins                               | 6                                           |                                             |  |    |                                         |                                         |                                         |  |    |                                   |                                   |                                   |
|  |                                     |                                     |                                     |    | 16                | Barry Hawkins                               | 6                                           |                                             |  |    |                                         |                                         |                                         |  |    |                                   |                                   |                                   |
|  |                                     | 9                                   | Yan Bingtao                         | 5  |                   |                                             |                                             |                                             |  |    |                                         |                                         |                                         |  |    |                                   |                                   |                                   |
|  | 8                                   | 9                                   | Yan Bingtao                         | 5  | David Gilbert     | 4                                           |                                             |                                             |  |    |                                         |                                         |                                         |  |    |                                   |                                   |                                   |
|  | 8                                   |                                     |                                     |    | David Gilbert     | 4                                           |                                             |                                             |  |    |                                         |                                         |                                         |  |    |                                   |                                   |                                   |
|  | 9                                   | Yan Bingtao                         | 6                                   |    |                   |                                             |                                             |                                             |  |    |                                         |                                         |                                         |  |    |                                   |                                   |                                   |
|  | 9                                   | Yan Bingtao                         | 6                                   |    |                   |                                             |                                             |                                             |  | 16 | Barry Hawkins                           | 6                                       |                                         |  |    |                                   |                                   |                                   |
|  |                                     |                                     |                                     |    |                   |                                             |                                             |                                             |  | 16 | Barry Hawkins                           | 6                                       |                                         |  |    |                                   |                                   |                                   |
|  |                                     | 12                                  | Ricky Walden                        | 2  |                   |                                             |                                             |                                             |  |    |                                         |                                         |                                         |  |    |                                   |                                   |                                   |
|  | 5                                   | 12                                  | Ricky Walden                        | 2  | Mark Allen        | 2                                           |                                             |                                             |  |    |                                         |                                         |                                         |  |    |                                   |                                   |                                   |
|  | 5                                   |                                     |                                     |    | Mark Allen        | 2                                           |                                             |                                             |  |    |                                         |                                         |                                         |  |    |                                   |                                   |                                   |
|  | 12                                  | Ricky Walden                        | 6                                   |    |                   |                                             |                                             |                                             |  |    |                                         |                                         |                                         |  |    |                                   |                                   |                                   |
|  | 12                                  | Ricky Walden                        | 6                                   |    | 12                | Ricky Walden                                | 6                                           |                                             |  |    |                                         |                                         |                                         |  |    |                                   |                                   |                                   |
|  |                                     |                                     |                                     |    | 12                | Ricky Walden                                | 6                                           |                                             |  |    |                                         |                                         |                                         |  |    |                                   |                                   |                                   |
|  |                                     | 4                                   | Mark Williams                       | 5  |                   |                                             |                                             |                                             |  |    |                                         |                                         |                                         |  |    |                                   |                                   |                                   |
|  | 4                                   | 4                                   | Mark Williams                       | 5  | Mark Williams     | 6                                           |                                             |                                             |  |    |                                         |                                         |                                         |  |    |                                   |                                   |                                   |
|  | 4                                   |                                     |                                     |    | Mark Williams     | 6                                           |                                             |                                             |  |    |                                         |                                         |                                         |  |    |                                   |                                   |                                   |
|  | 13                                  | Gary Wilson                         | 3                                   |    |                   |                                             |                                             |                                             |  |    |                                         |                                         |                                         |  |    |                                   |                                   |                                   |
|  | 13                                  | Gary Wilson                         | 3                                   |    |                   |                                             |                                             |                                             |  |    |                                         |                                         |                                         |  | 16 | Barry Hawkins                     | 5                                 |                                   |
|  |                                     |                                     |                                     |    |                   |                                             |                                             |                                             |  |    |                                         |                                         |                                         |  | 16 | Barry Hawkins                     | 5                                 |                                   |
|  |                                     | 6                                   | Neil Robertson                      | 10 |                   |                                             |                                             |                                             |  |    |                                         |                                         |                                         |  |    |                                   |                                   |                                   |
|  | 3                                   | 6                                   | Neil Robertson                      | 10 | Ronnie O'Sullivan | 6                                           |                                             |                                             |  |    |                                         |                                         |                                         |  |    |                                   |                                   |                                   |
|  | 3                                   |                                     |                                     |    | Ronnie O'Sullivan | 6                                           |                                             |                                             |  |    |                                         |                                         |                                         |  |    |                                   |                                   |                                   |
|  | 14                                  | Judd Trump                          | 3                                   |    |                   |                                             |                                             |                                             |  |    |                                         |                                         |                                         |  |    |                                   |                                   |                                   |
|  | 14                                  | Judd Trump                          | 3                                   |    | 3                 | Ronnie O'Sullivan                           | 3                                           |                                             |  |    |                                         |                                         |                                         |  |    |                                   |                                   |                                   |
|  |                                     |                                     |                                     |    | 3                 | Ronnie O'Sullivan                           | 3                                           |                                             |  |    |                                         |                                         |                                         |  |    |                                   |                                   |                                   |
|  |                                     | 6                                   | Neil Robertson                      | 6  |                   |                                             |                                             |                                             |  |    |                                         |                                         |                                         |  |    |                                   |                                   |                                   |
|  | 6                                   | 6                                   | Neil Robertson                      | 6  | Neil Robertson    | 6                                           |                                             |                                             |  |    |                                         |                                         |                                         |  |    |                                   |                                   |                                   |
|  | 6                                   |                                     |                                     |    | Neil Robertson    | 6                                           |                                             |                                             |  |    |                                         |                                         |                                         |  |    |                                   |                                   |                                   |
|  | 11                                  | Kyren Wilson                        | 4                                   |    |                   |                                             |                                             |                                             |  |    |                                         |                                         |                                         |  |    |                                   |                                   |                                   |
|  | 11                                  | Kyren Wilson                        | 4                                   |    |                   |                                             |                                             |                                             |  | 6  | Neil Robertson                          | 6                                       |                                         |  |    |                                   |                                   |                                   |
|  |                                     |                                     |                                     |    |                   |                                             |                                             |                                             |  | 6  | Neil Robertson                          | 6                                       |                                         |  |    |                                   |                                   |                                   |
|  |                                     | 15                                  | Jimmy Robertson                     | 1  |                   |                                             |                                             |                                             |  |    |                                         |                                         |                                         |  |    |                                   |                                   |                                   |
|  | 7                                   | 15                                  | Jimmy Robertson                     | 1  | John Higgins      | 6                                           |                                             |                                             |  |    |                                         |                                         |                                         |  |    |                                   |                                   |                                   |
|  | 7                                   |                                     |                                     |    | John Higgins      | 6                                           |                                             |                                             |  |    |                                         |                                         |                                         |  |    |                                   |                                   |                                   |
|  | 10                                  | Hossein Vafaei                      | 3                                   |    |                   |                                             |                                             |                                             |  |    |                                         |                                         |                                         |  |    |                                   |                                   |                                   |
|  | 10                                  | Hossein Vafaei                      | 3                                   |    | 7                 | John Higgins                                | 4                                           |                                             |  |    |                                         |                                         |                                         |  |    |                                   |                                   |                                   |
|  |                                     |                                     |                                     |    | 7                 | John Higgins                                | 4                                           |                                             |  |    |                                         |                                         |                                         |  |    |                                   |                                   |                                   |
|  |                                     | 15                                  | Jimmy Robertson                     | 6  |                   |                                             |                                             |                                             |  |    |                                         |                                         |                                         |  |    |                                   |                                   |                                   |
|  | 2                                   | 15                                  | Jimmy Robertson                     | 6  | Luca Brecel       | 1                                           |                                             |                                             |  |    |                                         |                                         |                                         |  |    |                                   |                                   |                                   |
|  | 2                                   |                                     |                                     |    | Luca Brecel       | 1                                           |                                             |                                             |  |    |                                         |                                         |                                         |  |    |                                   |                                   |                                   |
|  | 15                                  | Jimmy Robertson                     | 6                                   |    |                   |                                             |                                             |                                             |  |    |                                         |                                         |                                         |  |    |                                   |                                   |                                   |

## Finale
| Finale au meilleur des 19 manches Arbitre : Jan Verhaas |                          |                          |
| Barry Hawkins Angleterre                                | 5 - 10 ( - )             | Neil Robertson Australie |
| 1 137                                                   | Centuries Meilleur break | 4 130                    |
| Neil Robertson remporte le Championnat des joueurs 2022 |                          |                          |

## Centuries
- 141  Kyren Wilson
- 139, 135, 132, 123, 103, 100  Yan Bingtao
- 137, 126, 115  Barry Hawkins
- 134, 108, 101  John Higgins
- 130, 116, 114, 107, 105, 100  Neil Robertson
- 127  Ronnie O'Sullivan
- 123  Ricky Walden
- 107, 103, 102  Mark Williams
- 102  Jimmy Robertson